# Barbara Grabowska
Barbara Grabowska, nata Barbara Grabowska-Oliwa (Zabrze, 28 novembre 1954 – Częstochowa, 12 agosto 1994), è stata un'attrice polacca.

## Biografia
Subito dopo aver frequentato l'Accademia Drammatica delle Arti "Ludwik Solski" di Cracovia, Barbara Grabowska inizia a recitare in teatro e il 27 febbraio 1980 compare nel cortometraggio televisivo Mysz. Il 1981 è l'anno della consacrazione per l'attrice, che appare in due episodi della miniserie Najdluzsza wojna nowoczesnej Europy e soprattutto si aggiudica l'Orso d'argento alla 31ª edizione del Festival di Berlino per la sua interpretazione nel dramma storico La febbre di Agnieszka Holland.
In seguito continua a dedicarsi al teatro, recitando con Andrzej Wajda in Delitto e castigo che nel 1986 va in scena anche allo Yale Repertory Theatre di New Haven, e solo nel 1989 torna al cinema per Ostatni prom di Waldemar Krzystek, che rimane la sua ultima interpretazione. Il 12 agosto 1994 viene trovata morta a Częstochowa, vicino ai binari della ferrovia. Ad oggi le esatte circostanze della sua tragica fine non sono state chiarite.
È sepolta nel cimitero di Bródno a Targówek, una frazione di Varsavia.

## Filmografia
- Mysz, regia di Wiktor Skrzynecki (1980) - Cortometraggio televisivo
- Najdluzsza wojna nowoczesnej Europy, regia di Jerzy Sztwiertnia (1981) - Miniserie televisiva
- La febbre (Gorączka. Dzieje jednego pocisku), regia di Agnieszka Holland (1981)
- Ostatni prom, regia di Waldemar Krzystek (1989)

## Riconoscimenti
- Festival internazionale del cinema di Berlino
  - 1981 – Orso d'argento per la migliore attrice per La febbre